# Kusajj Saddam Husajn
Kusajj Saddam Husajn at-Tikriti (arab. قصي صدام حسين) (ur. 17 maja 1968, zm. 22 lipca 2003) – młodszy syn dyktatora Iraku, Saddama Husajna i jego żony Sadżidy Chajr Allah.  Dowódca elitarnej Gwardii Republikańskiej, zwierzchnik irackich służb wywiadowczych, członek Przywództwa Regionalnego irackiej partii Baas oraz irackiej Rady Dowództwa Rewolucji.

## Życiorys
Kusajj był młodszym synem dyktatora Iraku, Saddama Husajna, bratem Udajja Husajna. Studiował nauki polityczne i prawo na Uniwersytecie Bagdadzkim. Ukończył również kursy w zakresie administracji państwowej i wojskowości.
W 1992 roku został dowódcą elitarnej Gwardii Republikańskiej, stworzonej, by strzec bezpieczeństwa otoczenia dyktatora oraz zwierzchnikiem irackich służb wywiadowczych. W maju 2001 roku został członkiem Przywództwa Regionalnego irackiej partii Baas oraz członkiem irackiej Rady Dowództwa Rewolucji – naczelnego organu władzy wykonawczej i ustawodawczej w Iraku. Uznawany był za jednego najbardziej wpływowych polityków w Iraku a według plotek szykowany był przez ojca na jego zastępcę.
Ożenił się z córką generała Mahera Abd al-Raszida, z którą był w separacji od końca lat 80. XX w. – para miała troje dzieci.
Po rozpoczęciu II wojny w Zatoce Perskiej był jednym z 55 najbardziej poszukiwanych członków rządu i najbliższych współpracowników Saddama Husajna, a jego podobizna znalazła się na karcie asa treflowego w Amerykańskiej Talii Kart, opracowanej przez Defense Intelligence Agency, by ułatwić armii USA identyfikację ściganych.
Zginął, wraz ze swoim bratem – Udajjem i jego synem, w zasadzce zorganizowanej przez USA w Mosulu, 22 lipca 2003. Według informacji udzielonych przez amerykańskiego oficera, kryjówkę braci udało się namierzyć dzięki informacjom, za które informator (nazwisko nie zostało ujawnione) otrzymał nagrodę pieniężną w wysokości 30 milionów dolarów.